# Saint-Araille
Saint-Araille (okzitanisch: Senta Aralha) ist eine französische Gemeinde mit 125 Einwohnern (Stand: 1. Januar 2022) im Département Haute-Garonne und der Region Okzitanien (vor 2016 Midi-Pyrénées). Sie gehört zum Arrondissement Muret und zum Kanton Cazères. Die Bewohner werden Saint-Araillais genannt.

## Geographie
Saint-Araille liegt an der Grenze zum Département Gers, etwa 57 Kilometer südwestlich von Toulouse am Touch, der die Gemeinde im Süden begrenzt. Umgeben wird Saint-Araille von den Nachbargemeinden Montpézat im Norden, Montastruc-Savès im Nordosten und Osten, Pouy-de-Touges im Südosten, Casties-Labrande im Süden und Südwesten sowie Sénarens im Westen.

## Bevölkerungsentwicklung
| Jahr                       | 1962 | 1968 | 1975 | 1982 | 1990 | 1999 | 2006 | 2013 | 2020 |
| Einwohner                  | 143  | 123  | 128  | 141  | 128  | 125  | 148  | 141  | 129  |
| Quellen: Cassini und INSEE |      |      |      |      |      |      |      |      |      |

## Sehenswürdigkeiten
- Kirche Saint-Germier
- Schloss Latour